# Каровилли
Каровилли (итал. Carovilli) — коммуна в Италии, располагается в регионе Молизе, в провинции Изерния.
Население составляет 1522 человека (2008 г.), плотность населения составляет 37 чел./км². Занимает площадь 41 км². Почтовый индекс — 86083. Телефонный код — 0865.
Покровителем населённого пункта считается святой Santo Stefano del Lupo.

## Демография
Динамика населения:

## Администрация коммуны
- Официальный сайт: